# 劉柏年
劉柏年（りゅう はくねん、1934年5月—）は、洗礼名はアントニオ、本籍は貴州省で中国人民政治協商会議第十、十一回全国委員会常務委員かつ中国天主教愛国会副主席であるが、カトリック教会の聖職には就いていない信徒である。

## 経歴
1952年より山東省青島市天主教愛国会副主任兼事務局長、青島市市南区文化学校副校長、青島市愛国被服廠長、青島市服装一廠事務室幹部、青島市曁山東省天主教愛国会副主席を歴任した。
1979年から1992年にかけて、中国天主教愛国会副事務局長、中国天主教教務委員会副主任兼中国天主教愛国会連絡部主任、青連常務委員に就いた。1992年から2002年は、中国天主教愛国会副主席兼事務局長、山東省天主教愛国会主任を務めた。2002年2月には、中国天主教愛国会副主席兼事務局長、山東省天主教愛国会主任、山東省政協副主席に就いた。2003年3月、第十回全国政協常務委員、民族及び宗教委員会副主任に当選した。
2005年11月18日に、彼は教義上は中国のカトリック教会と他のカトリック教会と同じでない事はなく、どちらも教皇をこの世に於けるキリストの代理人であると認めており、単に政治、経済、社会制度の方面で独自の解釈があると強調した。さらに、中国カトリック教会は信仰上はローマと一致しているが、社会制度では一致出来ず、ローマは必ず中国の現行社会制度を尊重するという前提の下で福音を伝えなければならないとした。
2007年3月には、カトリック教会は「隣人を己の如く愛する」ことと寬容の心を奨励し、物質的な享楽と堕落に反対し、優位点を十分発揮し、調和のある社会の建設に貢献すべきたど語った。
当時香港司教であった陳日君が2007年7月1日に香港で普通選挙支持のデモに参加した時、彼は"もし中国大陸の司教が皆このように街をデモするならば、福音を述べ伝えられるだろうか?" と語り、陳日君はデモに加わるべきではないと批判した。
2008年3月に、第十一回全国政協常委、民族及び宗教委員会副主任委員に当選した。
傅鉄山司教が2007年4月に死去してから中国天主教愛国会主席の空席が2年近くになった2009年3月10日、劉柏年は中国全国天主教代表会議が下半期に開催され、その時に指導者を選出すると表明した。 チベットのことを問われた時、彼はチベット仏教を含む如何なる宗教も国を愛し人民を愛することを旨とすべきであり、分裂や独立を画策すべきではないと話した。